# ФК Борац Чачак
„Борац“ е професионален футболен клуб в град Чачак, Сърбия.
Отборът е основан през 1926 г. Играе домакинските си мачове на стадион „Чачак“, който е построен през 1958 г. и разполага с капацитет от 5000 седящи места. Клубните цветове са червено и бяло. Прозвището на отбора е зебрите, което е продиктувано от факта, че екипите на тима са на райета. В превод „Борац“ означава Борец.

## Български футболисти
- Илиян Йорданов: 2016 - (3 мача - 0 гола)